# The Fighting Stallion (film 1950)
The Fighting Stallion è un film del 1950 diretto da Robert Emmett Tansey.
È un western statunitense con Bill Edwards, Doris Merrick e Forrest Taylor.

## Produzione
Il film, diretto da Robert Emmett Tansey su una sceneggiatura di Frances Kavanaugh e un soggetto di George F. Slavin, fu prodotto da Jack Schwarz per la Jack Schwarz Productions. Il titolo di lavorazione fu Flame.

## Distribuzione
Il film fu distribuito negli Stati Uniti dal 23 marzo 1950 al cinema dalla Eagle-Lion Films.

## Promozione
La tagline è: Fight Fear... Fighting Fire... He's A Fighting Fury!.